# ام‌اف استورگات
ام‌اف استورگات (به انگلیسی: MF Storegut) یک کشتی بود که طول آن ۸۷٫۵۸ متر (۲۸۷٫۳ فوت) بود. این کشتی در سال ۱۹۵۶ ساخته شد.